# Llibre de Han

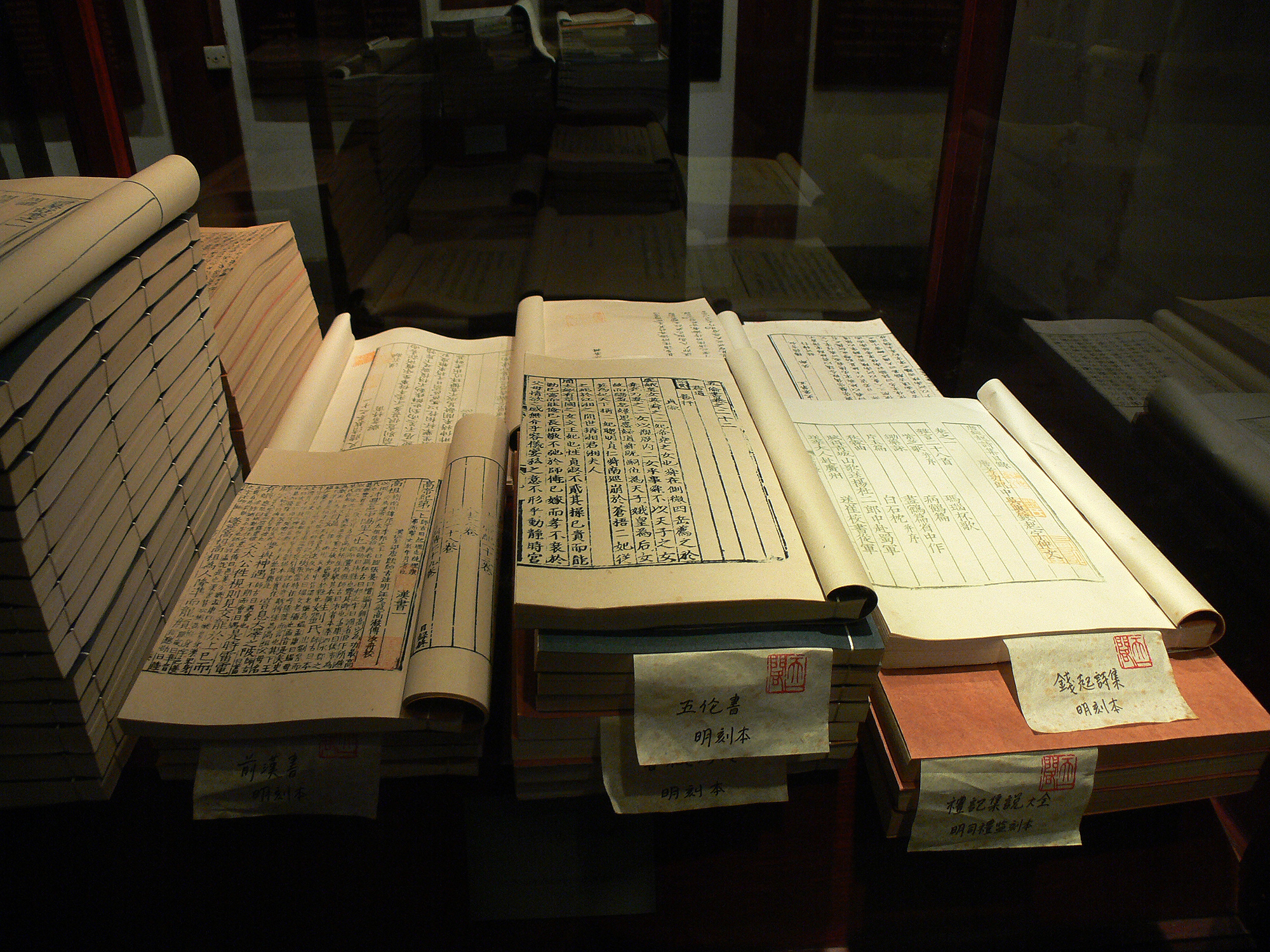
Edició de fusta tallada de la dinastia Ming del Llibre de Han de la col·lecció de la Cambra de la Biblioteca Ningbo Tian Yi

La Història de la Dinastia Han Anterior (xinès tradicional: 漢書 de vegades, 前漢書, xinès simplificat: 汉书 o 前汉书, pinyin: Hànshū, Wade-Giles: Ch'ien Han Shu) és un clàssic d'història xinesa acabat en el 111 dC, que cobreix la història de la Xina sota el Han occidental del 206 aC fins al 25 dC. De vegades també és dit el Llibre del Han Anterior. El treball va ser compost per Ban Biao, Ban Gu, i Ban Zhao. Un segon treball, la Història de la dinastia Han Tardana, cobreix el període del Han oriental del 25 fins al 220, i fou compost en el segle v per Fan Ye (398–445). Diversos investigadors han estimat que els primers materials coberts en el llibre es remunten entre el 206 i el 202 aC. El llibre també conté el primer esment històric mai abans escrit del Japó.

## Contingut
Aquesta història es va desenvolupar a partir d'una continuació dels Registres del gran historiador de Sima Qian o, més correctament, Registres del gran escrivà, iniciada pel pare de Ban Gu, Ban Biao, al començament de la dinastia Han tardana. Aquest treball es refereix normalment com a Tradicions posteriors (後傳), la qual cosa clarament indica que el treball del major Ban estava destinat a ser una continuació (cal assenyalar que altres estudiosos de l'època, incloent-hi Liu Xin i Yang Xiong també treballaven en continuacions de la història de Sima). Després de la mort de Ban Biao, el seu fill major Ban Gu no estava satisfet amb el que el seu pare havia completat, i va començar la nova història amb els començaments de la dinastia Han. Això ho distingeix de la història de Sima Qian, que havia començat amb els primers governants llegendaris de la Xina. D'aquesta manera, Ban Gu va iniciar un format d'històries dinàstiques que continua servint de model per a la historiografia oficial dels temps moderns.
Per als períodes en què es superposen, Ban Gu va adoptar gairebé literalment gran part del material de Sima Qian, encara que en alguns casos també ho va expandir. Ell també incorporà com a mínim una part del que el seu pare havia escrit, tot i que és difícil saber-ne quant. El treball complet contingué fins a un total de 100 fascicles (卷), i incloïa assajos sobre llei, ciència, geografia, i literatura. La germana menor de Ban Gu, Ban Zhao, va acabar d'escriure el llibre en el 111, 19 anys després que Ban Gu fóra empresonat. Una destacada erudita per dret propi, es pensa que va escriure els volums 13-20 (vuit taules cronològiques) i 26 (tractat sobre astronomia). Com amb els Registres del gran historiador, Zhang Qian, un notable general xinès que va viatjar a l'oest, va ser una font clau per a les dades culturals i socioeconòmiques en les Regions Occidentals contingudes en el fascicle 96. La secció els "Annals" i els tres capítols del regnat de Wang Mang van ser traduïts a l'anglès per Homer H. Dubs. Altres capítols s'han dictat en anglès per Anthony Hulsewé, Clyde B. Sargent, Nancy Lee Swann, i Burton Watson.
La història de Ban Gu estableix l'estàndard per als escrits de les posteriors dinasties xineses, i avui és una referència emprada per a estudiar el període Han. És considerada com una de les "quatre històries" (四史) de les canòniques vint-i-quatre històries, juntament amb els Registres del gran historiador, els Registres dels Tres Regnes i la Història del Han Tardà.

### Annals
Ji (紀, 'annals'), 12 volums. Biografies dels emperadors en forma estricta d'annals, que ofereixen un panorama cronològic dels esdeveniments més importants, com es veien des de la cort imperial.
| Número | Títol  | Traducció                   | Notes                                          |
| ------ | ------ | --------------------------- | ---------------------------------------------- |
| 1      | 高帝紀 | Annals de l'emperador Gao   | Emperador Gaozu de Han, 206-195 aC; dues parts |
| 2.     | 惠帝紀 | Annals de l'emperador Hui   | Emperador Hui de Han, 194-188 aC               |
| 3.     | 高后紀 | Annals de l'emperadriu Gao  | Emperadriu Lü Zhi (regent 195-180 aC)          |
| 4.     | 文帝紀 | Annals de l'emperador Wen   | Emperador Wen de Han, 179-157 aC               |
| 5.     | 景帝紀 | Annals de l'emperador Jing  | Emperador Jing de Han, 156-141 aC              |
| 6.     | 武帝紀 | Annals de l'emperador Wu    | Emperador Wu de Han, 140-87 aC                 |
| 7.     | 昭帝紀 | Annals de l'emperador Zhao  | Emperador Zhao de Han, 86-74 aC                |
| 8.     | 宣帝紀 | Annals de l'emperador Xuan  | Emperador Xuan de Han, 73-49 aC                |
| 9.     | 元帝紀 | Annals de l'emperador Yuan  | Emperador Yuan de Han, 48-33 aC                |
| 10.    | 成帝紀 | Annals de l'emperador Cheng | Emperador Cheng de Han, 32-7 aC                |
| 11.    | 哀帝紀 | Annals de l'emperador Ai    | Emperador Ai de Han, 6-1 aC                    |
| 12.    | 平帝紀 | Annals de l'emperador Ping  | Emperador Ping de Han, 1 aC - 5 dC             |

### Taules cronològiques
Biao (表, taules), 8 volums. Taules cronològiques de persones importants.
| Número | Títol              | Traducció                                                                                              | Notes                                                                                  |
| ------ | ------------------ | --- | -------------------------------------------------------------------------------------- |
| 13.    | 異姓諸侯王表       | Taules de nobles no relacionats amb el clan imperial                                                   |                                                                                        |
| 14.    | 諸侯王表           | Taula de nobles relacionats amb el clan imperial                                                       |                                                                                        |
| 15.    | 王子侯表           | Taula de fills de nobles                                                                               | dues parts                                                                             |
| 16.    | 高惠高后文功臣表   | Taula dels funcionaris meritoris durant els regnats de (emperadors) Gao, Hui, Wen i l'emperadriu Gao   | Començant amb l'emperador Gaozu i incloent l'emperadriu Lü                             |
| 17.    | 景武昭宣元成功臣表 | Taula dels funcionaris meritoris durant els regnats de (emperadors) Jing, Wu, Zhao, Xuan, Yuan i Cheng | Des de l'emperador Wu fins a l'emperador Cheng                                         |
| 18.    | 外戚恩澤侯表       | Taula de nobles de famílies de consorts imperials                                                      |                                                                                        |
| 19.    | 上百官公卿表       | Taula de rangs de nobles i oficials de govern                                                          | Introducció a la burocràcia Han i taula cronològica dels càrrecs de govern; dues parts |
| 20.    | 古今人表           | Persones prominents del passat fins al present                                                         |                                                                                        |

### Tractats
Zhi (志, 'memòries'), 10 volums. Cada tractat descriu una àrea d'esforç de l'estat.
| Número | Títol  | Traducció                          | Notes                                                                                   |
| ------ | ------ | ---------------------------------- | --------------------------------------------------------------------------------------- |
| 21.    | 律曆志 | Tractat sobre ritme i el calendari | Música (i mesuraments) i calendaris; dues parts                                         |
| 22.    | 禮樂志 | Tractat sobre ritus i música       |                                                                                         |
| 23.    | 刑法志 | Tractat sobre càstig i llei        |                                                                                         |
| 24.    | 食貨志 | Tractat sobre alimentació i diners | Agricultura, fiscalitat, moneda i política monetària; dues parts                        |
| 25.    | 郊祀志 | Tractat sobre sacrificis           | dues parts                                                                              |
| 26.    | 天文志 | Tractat sobre astronomia           | Astrologia i astronomia                                                                 |
| 27.    | 五行志 | Tractat sobre els cinc elements    | cinc parts                                                                              |
| 28.    | 地理志 | Tractat sobre geografia            | Jurisdiccions administratives; dues parts                                               |
| 29.    | 溝洫志 | Tractat sobre canals i rius        | Hidrologia, control d'inundacions i reg                                                 |
| 30.    | 藝文志 | Tractat sobre literatura           | Bibliografia sobre la base del catàleg de la Biblioteca Imperial compilat per Liu Xiang |

### Biografies
Zhuan (傳, tradicions exemplars, sovint traduïdes com a biografies), 70 volums. Biografies de personalitats importants. Les biografies es limiten a la descripció dels fets que mostren clarament el caràcter exemplar de la persona. Dues o més persones són tractades en un sol article principal, ja que pertanyen al mateix tipus de gent. Els últims articles descriuen les relacions de la Xina i els diversos pobles més enllà de les fronteres.
| Número | Títol                    | Traducció                                                        | Notes |
| ------ | ------------------------ | ---------------------------------------------------------------- | --- |
| 31.    | 陳勝項籍傳               | Biografies de Chen Sheng i Xiang Yu                              | |
| 32.    | 張耳陳餘傳               | Biografies de Zhang Er i Chen Yu                                 | |
| 33.    | 魏豹田儋韓王信傳         | Biografies de Wei Bao, Tian Dan i Hán Xin (el rei de Han)        | |
| 34.    | 韓彭英盧吳傳             | Biografies de Han, Peng, Ying, Lu i Wu                           | Han Xin, Peng Yue, Ying Bu (英布), Lu Wan i Wu Rui 吳芮 |
| 35.    | 荊燕吳傳                 | Biografies dels prínceps de Jing, Yan i Wu                       | |
| 36.    | 楚元王傳                 | Biografia del príncep de Chu Yuan                                | Inclou biografies de Liu Xiang i Liu Xin |
| 37.    | 季布欒布田叔傳           | Biografies de Ji Bu, Luan Bu i Tian Shu                          | |
| 38.    | 高五王傳                 | Biografies dels cinc fills de l'emperador Gao                    | |
| 39.    | 蕭何曹參傳               | Biografies de Xiao He i Cao Shen                                 | |
| 40.    | 張陳王周傳               | Biografies de Zhang, Chen, Wang i Zhou                           | Zhang Liang, Chen Ping (陳平), Wang Ling (王陵) i Zhou Bo (周勃) |
| 41.    | 樊酈滕灌傅靳周傳         | Biografies de Fan, Li, Teng, Guan, Fu, Jin i Zhou                | Fan Kuai, Li Shang (酈商), Xiahou Ying, Guan Ying (灌嬰), Fu Kuan, Jin She (靳歙) i Zhou Xue (周緤)                                                                                     |
| 42.    | 張周趙任申屠傳           | Biografies de Zhang, Zhou, Zhao, Ren i Shentu                    | Zhang Cang (張蒼), Zhou Chang (周昌), Zhao Yao (趙堯), Ren Ao (任敖) i Shentu Jia (申屠嘉)                                                                                              |
| 43.    | 酈陸朱劉叔孫傳           | Biografies de Li, Lu, Zhu, Liu i Shusun                          | Li Yiji (酈食其), Lu Gu (陸賈), Zhu Jian (朱建), Lou Jing (婁敬) i Shusun Tong (叔孫通)                                                                                                 |
| 44.    | 淮南衡山濟北王傳         | Biografies dels reis de Huainan, Hengshan i Jibei                | |
| 45.    | 蒯伍江息夫傳             | Biografies de Kuai, Wu, Jiang i Xifu                             | Kuai Tong (蒯通), Wu Bei (伍被), Jiang Chong (江充) i Xifu Gong (息夫躬) |
| 46.    | 萬石衛直周張傳           | Biografies dels senyors de Wan, Wei, Zhi, Zhou i Zhang           | Shi Fen (石奮), Wei Wan (衛綰), Zhi Buyi (直不疑), Zhou Ren (周仁) i Zhang Ou (張歐) |
| 47.    | 文三王傳                 | Biografia dels tres fills de l'emperador Wen                     | |
| 48.    | 賈誼傳                   | Biografia de Jia Yi                                              | |
| 49.    | 爰盎晁錯傳               | Biografies de Yuan Ang i Chao Cuo                                | |
| 50.    | 張馮汲鄭傳               | Biografies de Zhang, Feng, Ji i Zheng                            | Zhang Shizhi (張釋之), Feng Tang (馮唐), Ji An (汲黯) i Zheng Dangshi (鄭當時) |
| 51.    | 賈鄒枚路傳               | Biografies de Jia, Zou, Mei i Lu                                 | Jia Shan (賈山, Zou Yang (鄒陽), Mei Cheng (枚乘) i Lu Wenshu (路溫舒) |
| 52.    | 竇田灌韓傳               | Biografies de Dou, Tian, Guan and Han                            | Dou Ying (竇嬰), Tian Fen (田蚡), Guan Fu (灌夫) i Han Anguo (韓安國) |
| 53.    | 景十三王傳               | Biografies dels tretze fills de l'emperador Jing                 | |
| 54.    | 李廣蘇建傳               | Biografies de Li Guang i Su Jian                                 | |
| 55.    | 衛青霍去病傳             | Biografies de Wei Qing i Huo Qubing                              | |
| 56.    | 董仲舒傳                 | Biografia de Dong Zhongshu                                       | |
| 57.    | 司馬相如傳               | Biografia de Sima Xiangru                                        | dues parts |
| 58.    | 公孫弘卜式兒寬傳         | Biografies de Gongsun Hong, Bu Shi i Er Kuan                     | Er Kuan és també conegut com a Ni Kuan |
| 59.    | 張湯傳                   | Biografia de Zhang Tang                                          | |
| 60.    | 杜周傳                   | Biografia de Du Zhou                                             | |
| 61.    | 張騫李廣利傳             | Biografies de Zhang Jian i Li Guangli                            | |
| 62.    | 司馬遷傳                 | Biografia de Sima Qian                                           | Inclou biografia de Sima Tan |
| 63.    | 武五子傳                 | Biografies dels cincs fills de l'emperador Wu                    | |
| 64.    | 嚴朱吾丘主父徐嚴終王賈傳 | Biografies de Yan, Zhu, Wuqiu, Zhufu, Xu, Yan, Zhong, Wang i Jia | Yan Zhu (嚴助), Zhu Maichen (朱買臣), Wuqiu Shouwang (吾丘壽王), Zhufu Yan (主父偃), Xu Yue (徐樂), Yan An (嚴安), Zhong Jun (終軍), Wang Bao (王褒) i Jia Juanzhi (賈捐之); dues parts |
| 65.    | 東方朔傳                 | Biografia de Dongfang Shuo                                       | |
| 66.    | 公孫劉田王楊蔡陳鄭傳     | Biografies de Gongsun, Liu, Tian, Wang, Yang, Cai, Chen i Zheng  | Gongsun He (公孫賀), Liu Quli (劉屈氂), Tian Qiuqian (田千秋), Wang Xin (王訢), Yang Chang (楊敞), Cai Yi (蔡義), Chen Wannian (陳萬年) i Zheng Hong (鄭弘)                             |
| 67.    | 楊胡朱梅云傳             | Biografies de Yang, Hu, Zhu, Mei i Yun                           | Yang Wangsun (楊王孫), Hu Jian (胡建), Zhu Yun (朱雲), Mei Fu (梅福) i Yun Chang (云敞)                                                                                                 |
| 68.    | 霍光金日磾傳             | Biografies de Huo Guang i Jin Midi                               | |
| 69.    | 趙充國辛慶忌傳           | Biografies de Zhao Chongguo i Xin Qingji                         | |
| 70.    | 傅常鄭甘陳段傳           | Biografies de Fu, Chang, Zheng, Gan, Chen i Duan                 | Fu Jiezi, Chang Hui (常惠), Zheng Ji, Gan Yannian (甘延壽), Chen Tang i Duan Huizong (段會宗)                                                                                           |
| 71.    | 雋疏于薛平彭傳           | Biografies de Jun, Shu, Yu, Xue, Ping i Peng                     | Jun Buyi (雋不疑), Shu Guang (疏廣) i Shu Shou (疏受), Yu Dingguo (于定國), Xue Guangde (薛廣德), Ping Dang (平當) i Peng Xuan (彭宣)                                                   |
| 72.    | 王貢兩龔鮑傳             | Biografies de Wang, Gong, els dos Gongs i Bao                    | Wang Ji (王吉), Gong Yu (貢禹), Gong Sheng (龔勝) i Gong She (龔舍) i Bao Xuan (鮑宣)                                                                                                   |
| 73.    | 韋賢傳                   | Biografia de Wei Xian                                            | |
| 74.    | 魏相丙吉傳               | Biografies de Wei Xiang i Bing Ji                                | |
| 75.    | 眭兩夏侯京翼李傳         | Biografies de Sui, els dos Xiahou, Jing, Ji i Li                 | Sui Hong (眭弘), Xiahou Shichang (夏侯始昌) i Xiahou Sheng (夏侯勝), Jing Fang (京房), Ji Feng (翼奉) and Li Xun (李尋)                                                                 |
| 76.    | 趙尹韓張兩王傳           | Biografies de Zhao, Yin, Han, Zhang els dos Wang                 | Zhao Guanghan (趙廣漢), Yin Wenggui (尹翁歸), Han Yanshou (韓延壽), Zhang Chang (張敞), Wang Zun (王尊) i Wang Zhang (王章)                                                             |
| 77.    | 蓋諸葛劉鄭孫毋將何傳     | Biografies de Gai, Zhuge, Liu, Zheng, Sun, Wujiang i He          | Gai: Gai Kuanrao (蓋寬饒), Zhuge: Zhuge Feng (諸葛豐), Liu: Liu Fu (劉輔), Zheng: Zheng Chong (鄭崇), Sun: Sun Bao (孫寶), Wujiang: Wujiang Long (毋將隆), He: He Bing (何並)           |
| 78.    | 蕭望之傳                 | Biografia de Xiao Wangzhi                                        | |
| 79.    | 馮奉世傳                 | Biografia de Feng Fengshi                                        | |
| 80.    | 宣元六王傳               | Biografies dels sis fills dels emperadors Xuan i Yuan            | |
| 81.    | 匡張孔馬傳               | Biografies de Kuang, Zhang, Kong i Ma                            | Kuang Heng (匡衡), Zhang Yu (張禹), Kong Guang (孔光) i Ma Gong (馬宮) |
| 82.    | 王商史丹傅喜傳           | Biografies de Wang Shang, Shi Dan i Fu Xi                        | |
| 83.    | 薛宣朱博傳               | Biografies de Xue Xuan i Zhu Bo                                  | |
| 84.    | 翟方進傳                 | Biografia de Zhai Fangjin                                        | |
| 85.    | 谷永杜鄴傳               | Biografies de Gu Yong i Du Ye                                    | |
| 86.    | 何武王嘉師丹傳           | Biografies de He Wu, Wang Jia i Shi Dan                          | |
| 87.    | 揚雄傳                   | Biografia de Yang Xiong                                          | dues parts |
| 88.    | 儒林傳                   | Biografies d'estudiosos confucians                               | |
| 89.    | 循吏傳                   | Biografies de funcionaris rectes                                 | |
| 90.    | 酷吏傳                   | Biografies d'oficials cruels                                     | |
| 91.    | 貨殖傳                   | Biografies dels usurers                                          | Persones que es van enriquir |
| 92.    | 游俠傳                   | Biografies de cavallers errants                                  | |
| 93.    | 佞幸傳                   | Biografies d'aduladors                                           | |
| 94.    | 匈奴傳                   | Tradicions dels Xiongnu                                          | dues parts |
| 95.    | 西南夷兩粵朝鮮傳         | Tradicions dels Yi del sud-est, els dos Yue, i Chosun (Corea)    | Els dos Yue es refereix als Yue del Sud i a Min Yue |
| 96.    | 西域傳                   | Tradicions de les Regions Occidentals                            | dues parts |
| 97.    | 外戚傳                   | Biografies de les emperadrius i els afins imperials              | dues parts |
| 98.    | 元后傳                   | Biografia de l'emperadriu de Yuan                                | Emperadriu Wang Zhengjun |
| 99.    | 王莽傳                   | Biografia de Wang Mang                                           | Wang Mang; tres parts |
| 100.   | 敘傳                     | Epíleg i història familiar                                       | Epíleg i història de la família Ban; dues parts |

### Esment del Japó
Els japonesos apareixen per primera vegada en la història escrita en aquest llibre (Llibre del Han Tardà), en el qual es registra: "La gent de Wo es troben a través de l'oceà partint des de Lelang, es divideixen en més d'un centenar de tribus, i venen de tant en tant a oferir tribut." És registrat que més tard, en el 57, el Regne Wa de Na del Sud va enviar un emissari anomenat Taifu per retre tribut a l'emperador Guangwu i va rebre un segell d'or. El mateix segell va ser descobert en el nord de Kyushu en el segle xviii. Segons el Llibre de Wei, el regne més poderós a l'arxipèlag en el segle iii era dit Yamataikoku i era governat per la llegendària reina Himiko.

## Anotacions
1. ↑  Kennedy, Brian. Guo, Elizabeth. [2005] (2005). Chinese Martial Arts Training Manuals: A Historical Survey. North Atlantic Books Publishing. ISBN 1556435576
2. ↑  Homer H. Dubs. (trad.) The History of the Former Han Dynasty. 3 vols. Baltimore: Waverly, 1938-55.
3. ↑  «Gold Seal (Kin-in)».   Fukuoka City Museum. [Consulta: 10 novembre 2007].